# Hood (Schiff, 1920)
Die Hood (Schiffskennung 51) war der einzige fertiggestellte Schlachtkreuzer der Admiral-Klasse, die während des Ersten Weltkrieges als Antwort auf die deutsche Mackensen-Klasse aufgelegt worden war. Von 1920 bis 1940 war die Hood das größte Kriegsschiff der Welt, was ihr den Spitznamen „The Mighty Hood“ einbrachte. Sie wurde am 24. Mai 1941 während des Gefechts in der Dänemarkstraße durch das Schlachtschiff Bismarck versenkt.

## Bau
Die Hood, benannt nach Admiral Samuel Hood, wurde am 1. September 1916 auf der Werft John Brown & Company in Clydebank auf Kiel gelegt, am 22. August 1918 vom Stapel gelassen und von Lady Hood, der Witwe von Konteradmiral Horace Hood, getauft. Um Platz für den Bau von dringend benötigten Handelsschiffen zu machen, wurde beschlossen, die Hood für ihre Fertigstellung nach Rosyth zu verlegen. Nach ihrer Fertigstellung kehrte sie im März 1920 für Maschinen- und Geschütztests nach Clydebank zurück. Nach ihrer Ausstattung und Testfahrten wurde die Hood am 15. Mai 1920 unter dem Kommando von Kapitän Wilfred Tomkinson dem Schlachtkreuzergeschwader der Atlantikflotte unterstellt. Die Baukosten betrugen 6,025 Millionen Pfund.

## Zwischenkriegszeit
Am 29. Mai 1920 verließ die Hood zusammen mit der Tiger und neun Zerstörern Großbritannien in Richtung Ostsee. Dort besuchte sie Køge Bugt, Kalmar und Nynäshamn, wo sie am 10. Juni von König Gustav V. und Eugen von Schweden inspiziert wurde. Anschließend fuhr die Hood am 13. Juni nach Aabenraa und am 17. Juni weiter nach Kopenhagen, wo König Christian X. das Schiff besichtigte. Am 23. Juni verließ die Hood Dänemark in Richtung Oslo, wo sie von König Haakon VII. seiner Frau und Kronprinz Olaf besucht wurde. Am 1. Juli verließ sie Norwegen und erreichte am 3. Juli Scapa Flow.
Anschließend begab sich die Hood über Invergordon und Dunbar nach Rosyth, wo sie Wachen für die deutschen Schiffe Helgoland, Westfalen und Rügen bereitstellte. Am 4. Dezember fuhr die Hood nach Devonport, wo sie überholt wurde. Nach dem Abschluss der Arbeiten am 7. Januar 1921 stach die Hood in Richtung Gibraltar in See. Auf ihrem Weg dorthin besuchte sie Ría de Arousa, wo König Alfons XIII. das Schiff besichtigte. Am 9. Februar erreichte sie Gibraltar, wo sie bis zum 23. Februar verblieb. Anschließend kehrte sie nach Großbritannien zurück und wurde bei ihrer Ankunft in Rosyth am 31. März zum Flaggschiff des Schlachtkreuzergeschwaders unter dem Kommando von Konteradmiral Walter Cowan. Vom 1. April bis zum 12. Mai wurde die Hood erneut überholt. Am 21. Mai fuhr die Hood nach Devonport, wo sie sich am 13. Juli mit der Atlantikflotte für Übungen im Ärmelkanal vereinigte. Vom 18. bis 27. Oktober nahm die Hood an der Regatta der vereinigten Flotte teil und gewann dabei den Queenstown, Battenberg und Hornby cup.
Im Januar 1922 stach die Hood erneut in Richtung Gibraltar in See, wo sie mit der vereinigten Flotte Übungen durchführte. Anschließend besuchte sie Toulon, Valencia und Malaga und kehrte am 8. April in die Heimat zurück. Anfang Juli ankerte die Hood vor Torquay, wo König George V. das Schiff besuchte. Am 7. Juli fuhr die Hood nach Devonport zurück. Auf ihrem Weg dorthin nahm sie an einer Übung teil, bei welcher der Leichte Kreuzer Nürnberg als Zielschiff versenkt wurde.
Am 20. August verließ die Hood zusammen mit der Repulse europäische Gewässer in Richtung Brasilien, wo sie vom 3. bis zum 14. September an der 100-Jahr-Feier anlässlich der Unabhängigkeit von Portugal teilnahm. Nach dem Ende der Feierlichkeiten fuhr die Hood weiter in die Karibik, wo sie Barbados, St. Lucia und Dominica besuchte, bevor sie am 2. November wieder nach Europa zurückkehrte.
Vom 15. Mai bis zum 20. Juni wurde sie erneut einer Überholung unterzogen und besuchte vom 26. Juni bis zum 18. Juli Aalborg und Oslo. Anschließend kehrte sie wieder in die Heimat zurück und wurde vom 5. bis zum 26. November für die Weltreise der Special Service Squadron vorbereitet. Am 27. November 1923 verließ die Hood zusammen mit der Repulse sowie fünf leichten Kreuzern Großbritannien in Richtung Afrika. Nach einer zehnmonatigen Reise, bei der die Hood mehr als 33.021 Seemeilen (61.155 km) zurücklegte und Städte in Afrika, Indien, Australien, Kanada, Neuseeland und den USA besuchte, kehrte sie am 21. September 1924 wieder in die Heimat zurück. Bei ihrer Ankunft in Großbritannien wurde die Hood erneut dem Schlachtkreuzergeschwader der Atlantikflotte unterstellt. Am 19. Januar verließ die Hood Großbritannien in Richtung Lissabon, wo sie an den „Vasco da Gama“-Feierlichkeiten teilnahm. Am 30. Oktober 1926 nahm die Hood anlässlich der Imperial Conference an taktischen Übungen vor Portland teil. Am 3. April 1928 beteiligte sich das Schiff zu Ehren von König Amanullah von Afghanistan erneut an taktischen Übungen.
Am 3. Juni 1930 wurde die Hood für umfangreiche Arbeiten ausgemustert. Nach dem Abschluss der Arbeiten am 10. März 1931 wurde sie wieder der Atlantikflotte unterstellt. Am 15. September 1931 beteiligten sich Teile der Besatzung an der Invergordon-Meuterei. Nach der friedlichen Beilegung der Meuterei kehrte die Hood am 19. November nach Portsmouth zurück, wo sie vom 27. November bis zum 5. Januar 1932 überholt und repariert wurde. Anschließend begab sich die Hood auf eine Kreuzfahrt in die Karibik, wo sie Barbados, St. Vincent, Grenada und Trinidad besuchte. Mitte Juli nahm die Hood an taktischen Übungen teil und wurde von George V. inspiziert.
Am 30. August 1932 wurde die Hood der Home Fleet unterstellt. Am 23. Januar 1935 kollidierte die Hood mit der Renown während einer Übung vor der spanischen Küste. Es entstanden jedoch nur geringe Schäden. Vorübergehende Reparaturen wurden in Gibraltar durchgeführt, bevor das Schiff im Februar zur endgültigen Reparatur nach Portsmouth fuhr. Am 16. Juli nahm die Hood an der Flottenschau anlässlich des silbernen Thronjubiläums von George V. in Spithead teil. Am 8. September 1936 wurde die Hood ins Mittelmeer verlegt, wo sie während des spanischen Bürgerkrieges britische Interessen sicherte. Am 20. Mai 1937 nahm sie an der Flottenschau anlässlich der Thronbesteigung von Georg VI. in Spithead teil.

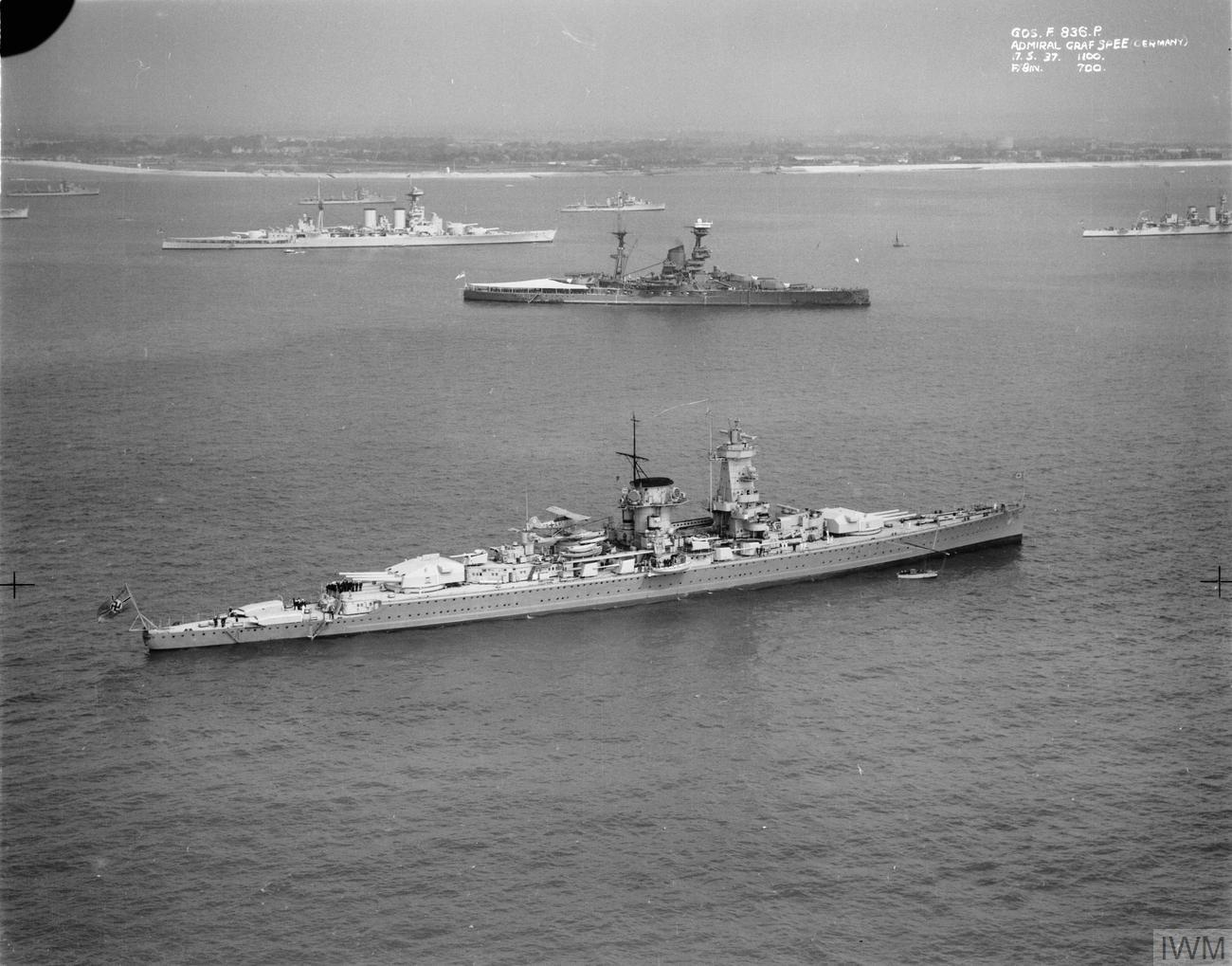
Zukünftige Feinde friedlich vereint: die Hood im Hintergrund, mittig die Resolution, und die deutsche Admiral Graf Spee im Vordergrund. Sie ankern anlässlich der Krönung von König George VI. im Mai 1937 in Portsmouth.

## Zweiter Weltkrieg
Im Mai 1939 wurde die Hood dem Schlachtkreuzergeschwader der Home Fleet unterstellt. Nach dem Ausbruch des Krieges im September 1939 patrouillierte sie zwischen Island und den Färöer, um Konvois zu schützen und zu verhindern, dass deutsche Kaperfahrer in den Atlantik durchbrechen konnten. Vom 25. bis zum 26. September beteiligte sich die Hood zusammen mit der Nelson, der Rodney, dem Schlachtkreuzer Renown, dem Flugzeugträger Ark Royal sowie mehreren Kreuzern und Zerstören an der Rettungsaktion des britischen U-Boots Swordfish. Dabei wurde der Verband von vier Junkers Ju 88 der I. Gruppe des Kampfgeschwaders 30 angegriffen, die einen Abprallschuss auf der Hood erzielten.
Am 8. Oktober verließ die Hood zusammen mit der Repulse, der Nelson, der Rodney, dem Träger Furious und 15 weiteren Schiffen Scapa Flow in Richtung Norwegen, um das deutsche Schlachtschiff Gneisenau abzufangen. Vom 15. Oktober bis zum 11. November patrouillierte die Hood in der Nordsee und im europäischen Nordmeer und beteiligte sich am 25. November an der Suche nach den beiden deutschen Schlachtschiffen Scharnhorst und Gneisenau. Ab Dezember nahm sie ihre Patrouillentätigkeit wieder auf. Vom 4. April bis zum 26. Mai wurde die Hood überholt, wobei ein Teil ihrer Maschinenanlage ausgetauscht wurde. Anfang Juni 1940 wurde sie nach Gibraltar verlegt und Force H unter dem Kommando von Vizeadmiral James Fownes Somerville unterstellt.

### Mers-el-Kébir
Nach der Kapitulation Frankreichs am 22. Juni 1940 befand sich der größte Teil der französischen Flotte in Mers-el-Kébir. Der britische Premierminister Winston Churchill war sehr besorgt, dass die französischen Schiffe in deutsche Hände fallen könnten und glaubte nicht an die Zusicherungen der Vichy-Regierung, dass sie einen Zugriff der Deutschen auf die Schiffe verhindern würde. Die Franzosen wurden in einem Ultimatum aufgefordert, sich entweder den Alliierten anzuschließen oder ihre Schiffe den Briten zu übergeben. Am Mittwoch, den 3. Juli 1940, erschien die Hood zusammen mit dem Flugzeugträger Ark Royal, der Valiant, der Resolution und der Nelson sowie weiteren Kreuzern und Zerstörern vor der Hafeneinfahrt. James Somerville übermittelte die britischen Forderungen per Funk an Admiral Marcel Gensoul. Nach dem Ablauf der Frist eröffnete die Hood zusammen mit der Valiant und der Resolution das Feuer. Dabei wurden die Dunkerque, die Provence und die Bretagne getroffen und schwer beschädigt, wobei die Bretagne explodierte und sank. Nachdem Somerville das Feuer hatte einstellen lassen, um Gensoul noch eine Chance zu geben, übersah er, dass die Strasbourg mit den verbliebenen fünf Zerstörern hinter dichtem Explosionsrauch ins offene Meer entkommen war. Zusammen mit den Zerstörern Volta, Tigre und Le Terrible erreichte die Strasbourg am Abend des 4. Juli Toulon.
Die Hood kehrte im August 1940 zur Homefleet zurück und nahm ihre Patrouillentätigkeit im Nordatlantik wieder auf. Zusammen mit der Repulse, drei Schiffen des 1. leichten Kreuzergeschwaders und sechs Zerstörern deckte sie die Zufahrten nach Brest und Lorient während der Suche nach der Admiral Scheer nach der Versenkung der Jervis Bay am 5. November 1940. Vom 16. Januar bis 18. März 1941 wurde die Hood überholt und erhielt Besuch von Winston Churchill und George VI. Im März und April 1941 nahm sie an der Suche nach der Scharnhorst und der Gneisenau im Nordatlantik teil.

### Gefecht in der Dänemarkstraße
Nachdem das Schlachtschiff Bismarck und der Schwere Kreuzer Prinz Eugen am 21. Mai im Grimstadfjord gesichtet worden war, entsandte Admiral Tovey einen Tag später die Hood zusammen mit der Prince of Wales nach Hvalfjörður. Von dort aus sollte die Bismarck abgefangen werden, um ein Ausbrechen in den Atlantik zu verhindern. Am Abend des 23. Mai um 19:30 Uhr wurde die Bismarck jedoch bereits in der Dänemarkstraße gesichtet. Kurz darauf gingen die Hood und die Prince of Wales auf Abfangkurs. Am Morgen des 24. Mai sichtete die Hood die Bismarck in einer Entfernung von 18,7 Seemeilen (35 km).
Um 05:37 Uhr drehten die Hood und die Prince of Wales um 40 Grad nach Steuerbord. Die Hood und die Prince of Wales befanden sich in einer Entfernung von 730 Metern zueinander. Nach einer weiteren Wende eröffneten die Hood und die Prince of Wales um 05:55 Uhr das Feuer auf die Prinz Eugen und die Bismarck aus einer Entfernung von 22 Kilometern. Kurz darauf erwiderten die deutschen Schiffe das Feuer und die Hood erhielt einen Treffer, der ein schweres Feuer entfachte. Kurz darauf wurde die Hood von einer weiteren Granate getroffen, wodurch das Schiff explodierte und in etwa drei Minuten sank.

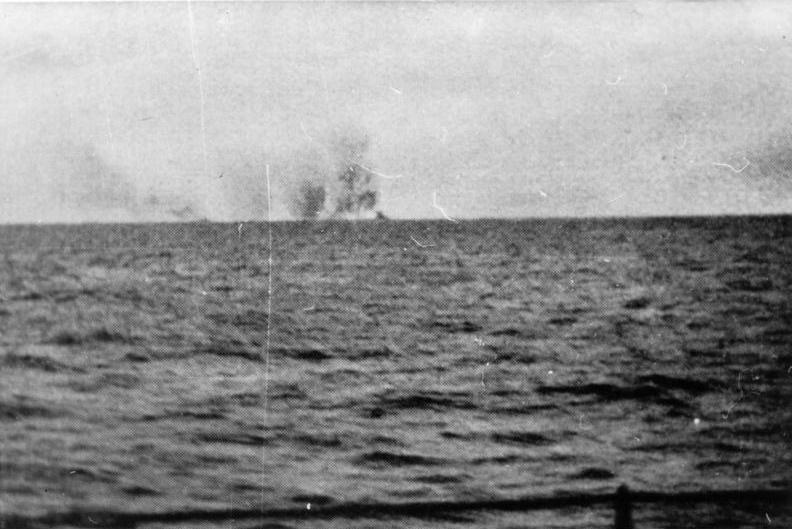
Explosion der Hood
(Foto aus dem Bundesarchiv)

Von den 1421 Mann Besatzung konnten nur drei gerettet werden: Midshipman William John „Bill“ Dundas (1923–1965) Leichtmatrose Edward „Ted“ Briggs (1923–2008) und Vollmatrose Robert Ernest „Bob“ Tilburn (1921–1995). Bis zu ihrer Rettung durch den britischen Zerstörer Electra mussten sie, bereits gefährlich unterkühlt, auf Rettungsflößen zwei Stunden lang aushalten.

## Untersuchungen zum Untergang
Um die genauen Umstände des Verlusts der Hood zu untersuchen, wurde am 30. Mai eine Kommission unter der Leitung von Vizeadmiral Geoffrey Blake einberufen. Die Kommission kam drei Tage später zu dem Ergebnis, dass eine oder mehrere Granaten in der Nähe des Großmasts eingeschlagen und die Magazine der 102-mm-Kanonen zur Explosion gebracht hatten. Dies wiederum führte zur Detonation der 381-mm-Magazine. Da der Kommission jedoch keinerlei technische Berater zur Verfügung standen und nur wenige Zeugen gehört wurden, wurde im August eine zweite Kommission unter Konteradmiral Harold Walker einberufen. Vom 12. August bis zum 5. September wurden 176 Zeugen und technische Experten gehört. Während der Untersuchung gab sich die Kommission größte Mühe, herauszufinden, ob das Feuer auf dem Bootsdeck oder die Torpedobewaffnung zum Untergang des Schiffes geführt hatte. Am 12. September 1941 wurde ihr Ergebnis wie folgt veröffentlicht:
1. Dass der Untergang der Hood auf einen Treffer der Bismarck in oder neben den 102- oder 381-mm-Granatenmagazinen der Hood zurückzuführen ist.
2. Dass es keine schlüssigen Beweise dafür gibt, dass ein oder zwei Torpedosprengköpfe gleichzeitig mit den Magazinen oder zu irgendeinem anderen Zeitpunkt explodiert sind, aber die Möglichkeit nicht völlig ausgeschlossen werden kann.
3. Dass das Feuer, das von Zeugen auf dem Bootsdeck der Hood gesehen wurde, nicht die Ursache für ihren Verlust darstellt.[13]

## Das Wrack
Am 19. Juli 2001 wurde das Wrack des Schiffes in einer Tiefe von 2.804 Metern gefunden. Dabei stellte sich heraus, dass das Schiff in drei große Teile zerbrochen war. Bis dahin war unklar, ob die Hood bereits nach Backbord gewendet hatte, um auch die hinteren Türme zum Einsatz zu bringen. Die Aufnahmen zeigten ein eindeutig 20 Grad nach Backbord ausgerichtete Ruderblatt – das Schiff war quasi beim Kurswechsel versenkt worden.
Die Überreste der Hood wurden von der britischen Regierung durch den Protection of Military Remains Act als „Protected Place“ zur Kriegsgräberstätte erklärt.
Am 7. August 2015 wurde die Schiffsglocke von einem Team unter Leitung von Paul Allen gehoben. Ein erster Versuch der Bergung war 2012 wegen schlechter Wetterbedingungen und technischer Schwierigkeiten gescheitert. Die gut erhaltene Glocke wurde restauriert und ist im National Museum of the Royal Navy in Portsmouth ausgestellt.

## Kommando
|                        | Dienstbeginn     | Dienstende       |
| ---------------------- | ---------------- | ---------------- |
| Wilfred Tomkinson      | 1. Januar 1920   | 31. März 1923    |
| Geoffrey Mackworth     | 31. März 1923    | 15. Mai 1923     |
| John K. Im Thurn       | 15. Mai 1923     | 30. April 1925   |
| Harold O. Reinold      | 30. April 1925   | 21. Mai 1927     |
| Wilfred F. French      | 21. Mai 1927     | 29. April 1929   |
| W.M. Phipps-Hornby     | 29. April 1930   | 8. Dezember 1930 |
| Julian F. C. Patterson | 27. April 1931   | 15. August 1932  |
| Thomas H. Binney       | 15. August 1932  | 30. August 1933  |
| F. Thomas B. Tower     | 30. August 1933  | 1. Februar 1936  |
| A. Francis Pridham     | 1. Februar 1936  | 20. Mai 1938     |
| Harold T.C. Walker     | 20. Mai 1938     | 30. Januar 1939  |
| William W. Davis       | 30. Januar 1939  | 3. Mai 1939      |
| Irvine G. Glennie      | 3. Mai 1939      | 15. Februar 1941 |
| Ralph Kerr             | 15. Februar 1941 | 24. Mai 1941     |